# 尼普頓冰原島峰
76°37′S 145°18′W / 76.617°S 145.300°W
尼普頓冰原島峰（英語：Neptune Nunataks）是南極洲的冰原島峰，位於瑪麗伯德地，屬於福特山脈的一部分，美國地質調查局根據測量和該國海軍的空中照片繪入地圖，現時由南極條約體系管理。